# Oliver Evans (cyclisme)
Pour l'inventeur américain, voir Oliver Evans. Pour les homonymes, voir Evans.
Oliver Evans, né le 28 juillet 1998 à Winnipeg, est un coureur cycliste canadien.

## Biographie
Oliver Evans est originaire de Winnipeg, capitale de la province du Manitoba. Il s'inscrit dans son premier club de vélo à onze ans au Wolseley Wheels, sur ses terres natales.
En 2015, il devient champion du Canada de cyclo-cross dans la catégorie juniors (moins de 19 ans). Il rejoint ensuite équipe continentale H&R Block en 2017,. Souffrant de dépression, il ne débute véritablement sa saison qu'au mois de juin, et ne participe qu'à sept courses,. On le retrouve notamment dans une échappée sur la dernière étape du Tour d'Alberta.

## Palmarès sur route
- 2016
  - 2e du Tour de Walla Walla

## Palmarès en cyclo-cross
- 2014-2015
  -  Champion du Canada de cyclo-cross juniors